# GNOMEプロジェクト
GNOMEプロジェクト（グノーム・プロジェクト）は、GNOMEデスクトップ環境とそのベースとなるソフトウェアプラットフォームの背後にあるコミュニティである。ソフトウェア開発者、アーティスト、記者、翻訳家、他の貢献者、そしてGNOMEのアクティブユーザから構成されている。以前はGNUプロジェクトの一部であったが、現在では独立したプロジェクトとなっている。

## GNOME Foundation
2000年8月、GNOME Foundationは、GNOMEに関する管理的な仕事とインターネットでの報道発表に対処し、GNOMEソフトウェアの開発に興味がある企業とのコンタクトの場となるため設立された。メンバーシップは、プロジェクトに些細でない貢献した者には誰にでも開かれている 。

## プログラムとイベント
GNOMEプロジェクトは、地域レベルのユーザと開発者向けのコミュニティのプログラムやイベントを開催している。GNOMEに対する貢献者が集る中心的な会議はGUADECで、GNOMEの開発と進歩について議論される。GUADECイベントのアイディアは、1998年のGNOMEのユーザと開発者のパリにおける会合に由来する。また、GNOME.Asiaと呼ばれるアジアの会議も毎年開催されている。

## 他のプロジェクトとの協力
GNOMEプロジェクトは、他の自由ソフトウェアのプロジェクトと協力を計っている。以前の協力の努力は、通常"project-to-project"を基礎に組織されている。協力をより広げて行くため、freedesktop.orgが創設されている。

## プロジェクトのゴール
プロジェクトは以下の点に注力している。
- 独立（Independence） - 統治のためのボードは、民主的に選ばれ、技術的な決定は作業をする技術者によってなされる
- 自由（Freedom） - 開発構造とコミュニケーションのチャネルは開かれており、コードは自由にダウンロード、改変、共有ができ、全ての貢献者は同じ権利を持つ
- 連結性（Connectedness） - 成果は全ての自由ソフトウェアのスタックに及ぶ
- 人々（People） - アクセシビリティと国際化[9]が強調されている。GNOMEでは少なくとも80パーセントの文が40の言語に翻訳されており[9]、190の言語に翻訳中である[10]。